# Résumé
Résumé è un album live del bassista e compositore tedesco Eberhard Weber, che raccoglie pezzi di varie esibizioni registrate tra il 1990 e il 2007.

## Accoglienza
Nella sua recensione per il sito AllMusic Al Campbell scrive, «il bassista Eberhard Weber ha preso diversi brani come solista da 17 anni di concerti con Jan Garbarek, li ha riorganizzati e ci ha aggiunto altri strumenti per creare nuove composizioni. Dal momento che Weber non può più suonare il basso a causa di un ictus sofferto nel 2007, il metodo che sfrutta su Résumé gli consente di creare nuove composizioni e mantenere la sua creatività pensosa». All About Jazz lo definisce «un album che si erge facilmente accanto al resto della sua costante discografia, occupando un universo musicale alternativo che continua a suonare - e risuonare - come nessun altro». Il giornalista di The Guardian John Fordham afferma che «L'appeal di Résumé potrebbe riguardare principalmente gli ammiratori di Weber, ma questa è una grande congregazione - una che, per un uomo e una donna, spera senza dubbio di vederlo di nuovo su un palco un giorno».

| Recensione   | Giudizio |
| ------------ | -------- |
| AllMusic     | [ 2 ]    |
| The Guardian | [ 4 ]    |

## Tracce
Tutte le composizioni di Eberhard Weber.
1. Liezen - 2:45
2. Karlsruhe - 2:25
3. Heidenheim - 5:42
4. Santiago - 3:53
5. Wolfsburg - 3:27
6. Amsterdam - 4:20
7. Marburg - 4:08
8. Tübingen - 4:04
9. Bochum - 2:51
10. Bath - 4:33
11. Lazise - 4:09
12. Grenoble - 5:01

## Formazione
- Eberhard Weber - contrabbasso
- Jan Garbarek - sassofono soprano, sassofono tenore flauto selje (tracce 6, 8 & 10)
- Michael Di Pasqua - batteria, percussioni (tracce 9 & 11)